# Cristina Rivera Garza

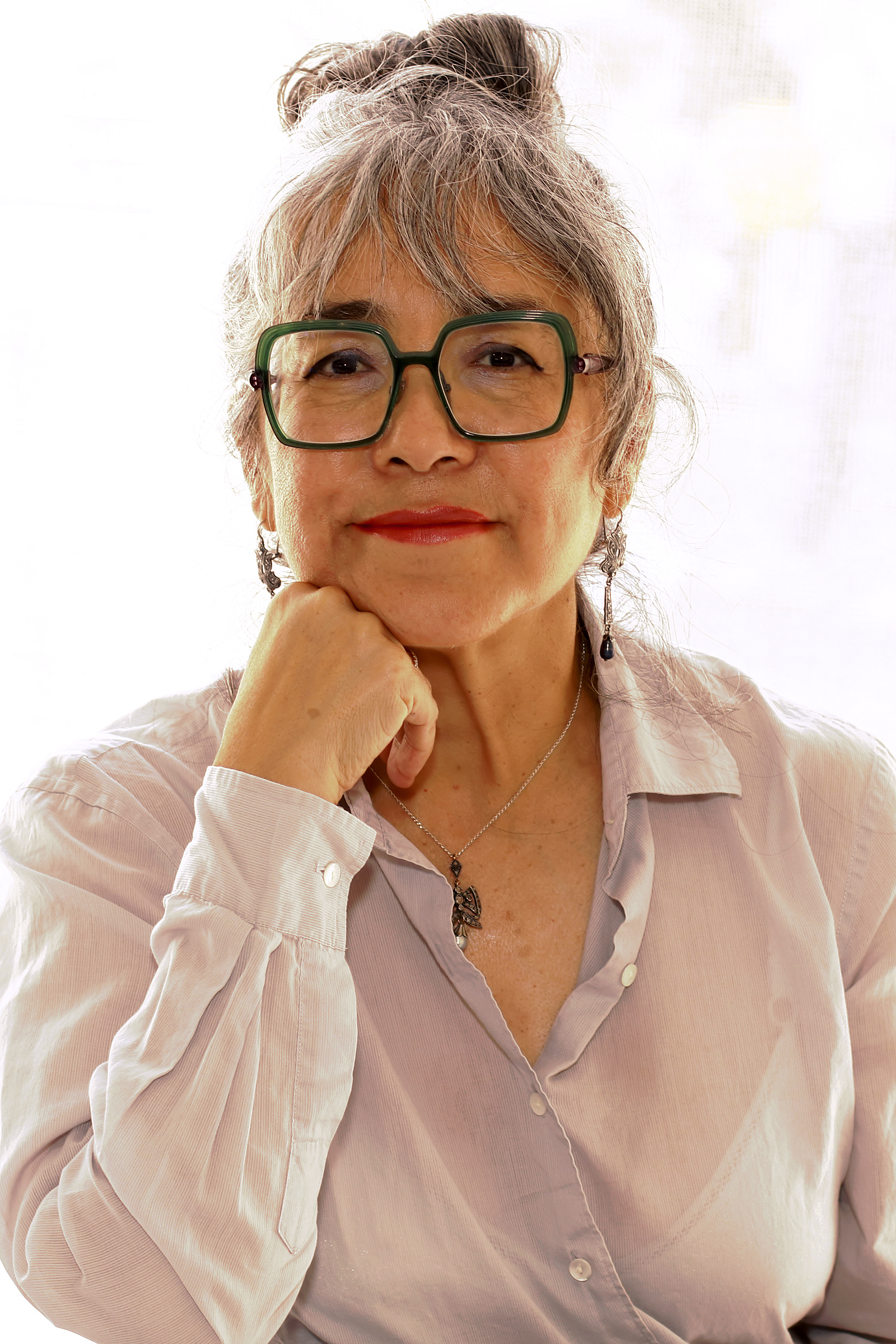
Cristina Rivera Garza (2024)

Cristina Rivera Garza (* 1. Oktober 1964 in Matamoros, Tamaulipas) ist eine mexikanische Soziologin, Historikerin und Schriftstellerin.
Rivera Garza studierte Soziologie an der Universidad Nacional Autónoma de México. Anschließend promovierte sie am Fachbereich Lateinamerikanische Geschichte der University of Houston. Danach lehrte sie an verschiedenen Universitäten in den USA und in Mexiko. Im Jahre 2005 erhielt sie den Anna-Seghers-Preis und 2009 für La muerte me da den Premio Sor Juana Inés de la Cruz – sie ist die einzige Autorin, die diese Auszeichnung zweimal erhalten hat. 2019 wurde sie in der Kategorie „novella“ für The Taiga Syndrome mit dem Shirley Jackson Award ausgezeichnet. 2020 erhielt sie ein MacArthur Fellowship. Ihr 2023 erschienenes Memoir Liliana's Invincible Summer dokumentiert das Leben ihrer Schwester und deren Femizid im Jahr 1990 im Alter von zwanzig Jahren durch einen damaligen Partner. Das Buch war Finalist für den National Book Award for Nonfiction und gewann den Pulitzer-Preis/Memoiren oder Autobiographie. In diesem zutiefst persönlichen Werk zeichnet die Autorin nicht nur ein Porträt des Lebens ihrer Schwester, sondern beleuchtet auch die Ursachen von partnerschaftlicher Gewalt sowie die Reaktionen der Gesellschaft darauf. Sie hat Geschichte und Kreatives Schreiben an verschiedenen Universitäten und Institutionen unterrichtet, darunter die Nationale Autonome Universität von Mexiko (UNAM), Instituto Tecnológico y de Estudios Superiores de Monterrey, und die University of California, San Diego. Derzeit ist sie an der University of Houston tätig.

## Leben
Rivera Garza wurde in Matamoros, Tamaulipas, im Nordosten Mexikos nahe der Grenze zu den Vereinigten Staaten geboren. Sie spricht Englisch und Spanisch und entwickelte bereits in ihrer Jugend den Wunsch zu schreiben.
Sie absolvierte ihr Grundstudium in Soziologie an der ENEP-Acatlán, einer Einrichtung der UNAM, und setzte ihre akademische Laufbahn mit einem Master in Lateinamerikanischer Geschichte an der UNAM fort. 1995 erlangte sie ihren Ph.D. in Geschichte an der University of Houston. In ihrer Dissertation befasste sie sich mit der Unterwerfung des menschlichen Körpers unter staatliche Macht in psychiatrischen Anstalten im Mexiko des frühen 20. Jahrhunderts.
Rivera Garza lebte im Laufe ihres Lebens an verschiedenen Orten in Mexiko und den Vereinigten Staaten, darunter Mexiko-Stadt, Toluca, Houston und San Diego, und baute ihre akademische Laufbahn auf beiden Seiten der Grenze aus. Einen prägenden Abschnitt ihrer Studienzeit verbrachte sie in Mexiko-Stadt. Diese Zeit, so sagt sie, schuf eine enge und persönliche Verbindung zur Hauptstadt, die in ihrem Roman Nadie me verá llorar deutlich wird. Dennoch ließ sie sich nie dauerhaft in Mexiko-Stadt nieder, das als literarisches Zentrum des Landes gilt. Dies führte dazu, dass sie sich gelegentlich als Außenseiterin in der mexikanischen Literaturszene empfand. Gleichzeitig äußerte sie Kritik an der kulturellen Konzentration Mexikos auf die Hauptstadt.
Rivera Garza vermeidet es, sich selbst mit festen Begriffen zu beschreiben, und sagt stattdessen: „Ich bin ich und meine Tastatur“. Sie ist der Meinung, dass ihre Persönlichkeit nicht festgelegt ist, dies sei einschränkend. Ihre Arbeit und Interessen umfassen die Erzählkunst, Geschichte sowie die Natur menschlicher Sprache und Kommunikation. Für Rivera Garza ist Schreiben eine Frage von Leben und Tod. Sie ist überzeugt, dass Schriftsteller sowohl im realen Leben als auch in ihrer Fantasie rebellisch sein müssen, um mit der Welt verbunden zu bleiben und Geschichten besser erzählen zu können.

## Lehrlaufbahn
Sie hat stets eine Vollzeitstelle im akademischen Bereich innegehabt, was die Zeit für kreatives Schreiben, für das sie besser bekannt ist, einschränkte. Ihre erste Professur übernahm sie an der San Diego State University, wo sie von 1997 bis 2004 Mexikanische Geschichte lehrte. Im Jahr 2001 wurde sie vom Centro Cultural de Tijuana (CECUT) eingeladen, einen Kurs in Kreativem Schreiben zu unterrichten. Diese Erfahrung, wieder in einem spanischsprachigen akademischen Umfeld zu arbeiten, beschreibt sie als prägend für ihre persönlichen Dynamiken und ihre Beziehungen zu Mexiko.
2004 kehrte sie nach Mexiko zurück, wo sie als Professorin für Geisteswissenschaften und Co-Direktorin am Instituto Tecnológico y de Estudios Superiores de Monterrey, tätig war. Vier Jahre später, 2008, zog sie erneut in die Vereinigten Staaten, um an der University of California, San Diego, eine Professur für Kreatives Schreiben im Department of Literature anzunehmen.
Garza hat zudem an weiteren Institutionen wie der UNAM, der Universidad Autónoma del Estado de México (UAEM) und der DePauw University unterrichtet. Neben ihrer Lehrtätigkeit forschte sie zu gesellschaftlichen Vorstellungen von Wahnsinn und zur Geschichte der Psychiatrie in Mexiko. Ihre wissenschaftlichen Arbeiten wurden in angesehenen Fachzeitschriften wie der Hispanic American Historical Review und dem Journal of the History of Medicine and Allied Sciences sowie in Zeitschriften aus England und Argentinien veröffentlicht.
Derzeit ist Rivera Garza M.D. Anderson Distinguished Professor in Hispanic Studies und Gründerin sowie Leiterin des Programms für Kreatives Schreiben an der University of Houston. Dieses Programm ist das erste in den Vereinigten Staaten, das einen Ph.D. in Kreativem Schreiben auf Spanisch anbietet.

## Schriftstellerische Karriere
Rivera Garza zählt zu den produktivsten Schriftstellerinnen und Schriftstellern ihrer Generation in Mexiko. Sie erhielt Stipendien vom CME (1984), FONCA (1994, 1999) und vom Centro de Estudios México-Estados Unidos (1998). Neben ihren Buchveröffentlichungen hat sie mit verschiedenen Publikationen zusammengearbeitet, darunter El Cuento, El Sol de Toluca, Excélsior, La Guillotina, La Palabra y El Hombre, Macrópolis, Nacional, Punto de Partida, Revista de la UAEM und San Quintin.
Rivera Garza hat den digitalen Raum aktiv als Plattform für die Veröffentlichung kreativer Arbeiten genutzt. Erste Experimente machte sie mit einem Blog namens Blogsívela, einer mittlerweile nicht mehr existierenden Seite, die als experimentelle Kombination aus Roman und Blog angelegt war und die Beteiligung von Leserinnen und Lesern einbezog. Seit den späten 1990er Jahren bloggt sie regelmäßig; ihr aktueller Blog existiert seit 2004. Rivera Garza nutzt ihren Blog nicht hauptsächlich für Selbstdarstellung oder Werbung. Stattdessen veröffentlicht sie dort experimentelle und unkonventionelle Inhalte, die sich bewusst von den Vorgaben traditionellen Publizierens abheben.
Zusätzlich hat sie mit Twitter (@criveragarza) experimentiert. Ihre Tweets werden als Metakommentare entwickelnd beschrieben – sowohl in Bezug auf die Funktionsweise des Twitterns selbst als auch in Bezug auf die Literatur. Sie erklärte dazu: „Stellen Sie es sich so vor: Ein Artikel besteht aus drei oder vier Tweets, umgeben von Text.“ Außerdem prägte sie den Begriff „Tweetroman“ (tuitnovela im Spanischen). Dabei handelt es sich um eine Handlung, die von den Charakteren selbst auf einer Timeline erzählt wird. Dieses Format ist eine kollaborative, kreative Arbeit, bei der jedoch eine Person die Verantwortung für die Struktur der Timeline übernimmt.

## Philosophie und Stil
Die Werke von Rivera Garza werden als „verstörendes Vergnügen“ beschrieben. Als Schriftstellerin verfolgt sie das Ziel, Dinge zu verdunkeln und die Leser skeptisch zu machen, da sie glaubt, „es gibt zu viel Licht und Klarheit in der Welt“ sowie zu viel Kommunikation und Botschaften. Sie schreibt nicht, um Geschichten zu erschaffen, sich auszudrücken oder Leser von ihrer Sichtweise zu überzeugen. Vielmehr betrachtet sie ihre Arbeit als eine Art der Realitätsproduktion. Sie stimmt der Aussage der Dichterin Caridad Ascensio zu, dass Bücher eine Reise durch einen Geisteszustand ermöglichen. Rivera Garza ist der Ansicht, dass Fiktion nicht dazu dient, zu informieren – dafür gebe es andere Wege. Stattdessen sieht sie das Schreiben als physische Manifestation des Denkens an. Für sie bietet die Literatur eine der wenigen Möglichkeiten, die Grenzen menschlicher Erfahrung durch Sprache zu erkunden. Die Bücher, die sie am meisten geprägt haben, sind diejenigen, die sie zum Nachdenken anregten.
Ein Großteil ihrer kreativen Arbeit ist eine hybride Mischung aus Stilen, Genres und Elementen. Sie verbindet unterschiedliche Genres wie Erzählung, Poesie, Kurzgeschichte und Roman. Dabei kombiniert sie Elemente ihrer Fantasie mit realen Aspekten, einschließlich historischer Dokumente, und hat sich sogar in einem ihrer Romane selbst eingebaut. Ihre Werke konzentrieren sich oft auf marginalisierte Gruppen, wie psychisch Kranke und Prostituierte, und hinterfragen die Stabilität von Konzepten wie Geschlecht, Nation oder narrativer Identität. Viele ihrer Werke sind von ihren Erfahrungen auf beiden Seiten der Grenze zwischen den USA und Mexiko geprägt. Sie schreibt hauptsächlich auf Spanisch und hat auch auf Englisch publiziert.

## Rezeption
Rivera Garza zählt zu den bekanntesten Schriftstellerinnen und Schriftstellern Mexikos und hat sechs der renommiertesten Literaturpreise des Landes gewonnen. Jorge Volpi bezeichnete sie als seine Lieblingsautorin. Ihr Werk, insbesondere der Roman Nadie me verá llorar, wurde von Kritikern wie Carlos Fuentes gelobt, der anmerkte, dass das Buch nicht die Aufmerksamkeit erhalten habe, die es verdient.
Ihre literarische Anerkennung begann bereits in den 1980er Jahren, als sie 1984 den Punto de Partida-Poesiewettbewerb für Apuntes und 1987 den San Luis Potosí National Short Story Prize für La guerra no importa gewann. In den 1990er Jahren war ihr erster Roman Desconocer 1994 Finalist des FIL-Preises.
2001 erhielt sie den Juan Vicente Melo National Short Story Award und war von 2003 bis 2005 Mitglied des Sistema Nacional de Creadores de Arte (SNCA).
Ihr erster internationaler Preis war der Anna Seghers-Preis, der ihr 2005 in Berlin verliehen wurde.
Ihr bekanntestes Werk ist Nadie me verá llorar, das den IMPAC/CONARTE/ITESM National Award for Best Published Novel in Mexico (2000), den Sor Juana Inés de la Cruz Prize Premio Sor Juana Inés de la Cruz (2001) sowie den José Rubén Romero National Literary Award for Best Novel (1997) erhielt und Finalist für den International DUBLIN Literary Award war. Carlos Fuentes beschrieb den Roman als „eine der verstörendsten und schönsten Romane, die je in Mexiko geschrieben wurden“.
2009 gewann sie den Premio Sor Juana Inés de la Cru erneut für La muerte me da und ist damit die einzige Autorin, die diesen Preis zweimal erhalten hat.
2012 wurde Rivera Garza die Ehrendoktorwürde der University of Houston verliehen.
Im Jahr 2013 erhielt sie den Prix Roger Caillois.
2020 wurde sie mit einer MacArthur Fellowship (Genie-Preis) ausgezeichnet.
2024 gewann sie den Pulitzer-Preis in der Kategorie Memoiren oder Autobiographie für ihr Buch El invencible verano de Liliana (Liliana's Invincible Summer).
Im Dezember 2024 wurde sie von der BBC in die Liste „BBC 100 Women 2024“ aufgenommen.
2025 wurde Rivera Garza zur Curator in Residence des internationalen literaturfestival berlin ernannt.

## Schriften (Auswahl)
- La guerra no importa (1991)
- La más mía (1998)
- Nadie me verá llorar (2000)
- La cresta de Ilión (Mexico/Barcelona: Tusquets, 2002).  Rómulo Gallegos Iberoamerican Award (2003) engere Auswahl. (Il segreto, übersetzt von R. Schenardi, ed. Voland, 2010) (The Iliac Crest, übersetzt von Sarah Booker, ed. Feminist press, 2017; And Other Stories, UK, 2018).
- Lo anterior (Mexico: Tusquets, 2004).
- La muerte me da (Mexico/Barcelona: Tusquets, 2007), International Sor Juana Inés de la Cruz Award, 2009.
- Verde Shanghai (Mexico: Tusquets, 2011).
- El mal de la taiga (Mexico: Tusquets, 2012); Englische Ausgabe: The Taiga Syndrome, übersetzt von Suzanne Jill Levine und Aviva Kana (Dorothy, US, 2018; And Other Stories, UK, 2019). Shirley Jackson Award
- Autobiographía del algodón (2020)
- El invencible verano de Liliana. Random House, Mexiko-Stadt 2021, ISBN 978-84-397-3945-6.
- Liliana's Invincible Summer: A Sister's Search for Justice. Penguin Random House, Vereinigte Staaten von Amerika/Mexiko, 2023, ISBN 978-0-593-24411-1
- Death Takes Me. Bloomsbury, London 2025, ISBN 978-1-5266-4943-0.